# Юлдашево (Білокатайський район)
Юлда́шево (рос. Юлдашево) — присілок у складі Білокатайського району Башкортостану, Росія. Входить до складу Ургалинської сільської ради.
Населення — 102 особи (2010; 145 в 2002).
Національний склад:
- башкири — 99 %